# Marian van de Wal
Marian van de Wal (nacida el 21 de enero de 1970 en la localidad de Vianen, Utrecht, Países Bajos) es una cantante neerlandesa conocida por haber representado al Principado de Andorra en el Festival de la Canción de Eurovisión 2005.
Hasta 1999 residió en los Países Bajos, donde sólo había participado de modo amateur en varios festivales de música country. Ya una vez en Andorra, y a la vez que regentaba un pequeño local hotelero junto a su marido, hizo pequeñas colaboraciones como cantante en el Principado, participando en los festivales de Aixirivall u Ordino.
En 2005 se presentó al programa "Eurocàsting" organizado por la Radio Televisió d'Andorra. Tras ser seleccionada junto a otras dos cantantes (que ya habían participado en la preselección andorrana de 2004), participaría en una serie de programas de televisión para ser finalmente seleccionada por el voto de un jurado especializado, así como de la audiencia televisiva.
Con su tema "La mirada interior", interpretado en catalán, no conseguiría clasificarse en la semifinal celebrada en Kiev, obteniendo puntos sólo de cuatro países.